# Пећарићи
Пећарићи су насељено место у граду Озаљ, Карловачка жупанија, Хрватска.

## Историја
До територијалне реорганизације у Хрватској били су у саставу старе општине Озаљ.

## Становништво
У попису становништва из 2011. године, Пећарићи су имали 2 становника.
| Број становника према пописима | Број становника према пописима | Број становника према пописима | Број становника према пописима | Број становника према пописима | Број становника према пописима | Број становника према пописима | Број становника према пописима | Број становника према пописима | Број становника према пописима | Број становника према пописима | Број становника према пописима | Број становника према пописима | Број становника према пописима | Број становника према пописима | Број становника према пописима |
| ------------------------------ | ------------------------------ | ------------------------------ | ------------------------------ | ------------------------------ | ------------------------------ | ------------------------------ | ------------------------------ | ------------------------------ | ------------------------------ | ------------------------------ | ------------------------------ | ------------------------------ | ------------------------------ | ------------------------------ | ------------------------------ |
| 1857                           | 1869                           | 1880                           | 1890                           | 1900                           | 1910                           | 1921                           | 1931                           | 1948                           | 1953                           | 1961                           | 1971                           | 1981                           | 1991                           | 2001                           | 2011                           |
| 38                             | 39                             | 40                             | 44                             | 36                             | 36                             | 25                             | 32                             | 31                             | 27                             | 26                             | 23                             | 13                             | 8                              | 5                              | 2                              |